# Coniopteryx namibica
Coniopteryx namibica är en insektsart som beskrevs av Bo Tjeder 1987. Coniopteryx namibica ingår i släktet Coniopteryx och familjen vaxsländor. Inga underarter finns listade i Catalogue of Life.